# Rozenberg (Deurne)
Rozenberg is een herenhuis uit de 19e eeuw aan de Stationsstraat in het Nederlandse Deurne en beschermd als gemeentelijk monument.

## Historie

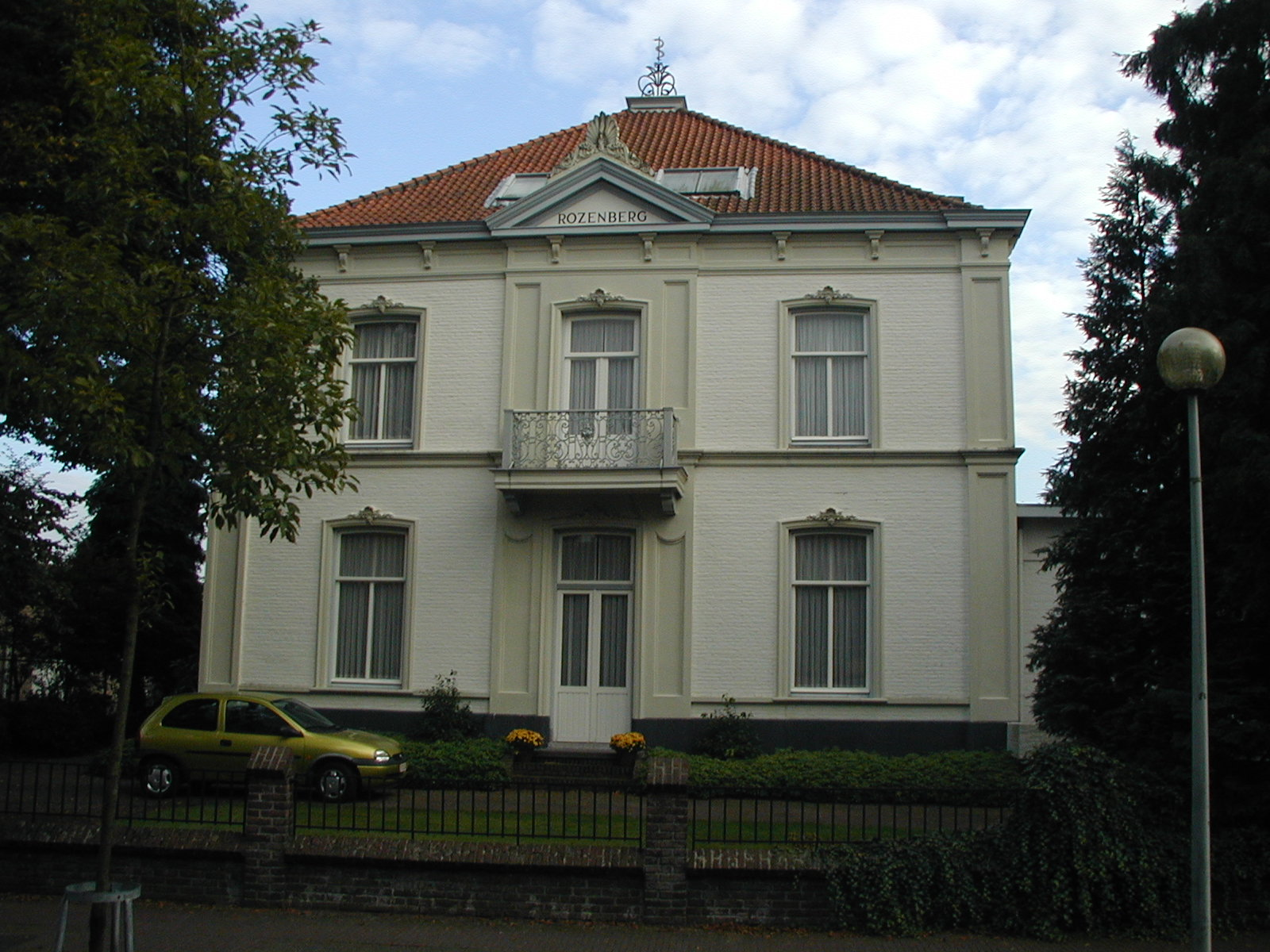
Villa Rozenberg aan de Stationsstraat te Deurne.

Rozenberg werd in 1880 gebouwd in neoclassicistische stijl in opdracht van de ongehuwd gebleven advocaat Eduardus J. van den Dungen (1836-1893). Na de dood van Van den Dungen in 1893 werd het pand aan de gemeente Deurne verkocht, die het bestemde tot ambtswoning voor de gemeentearts. Na afbraak van enige panden aan de Markt in 1894 ten behoeve van de bouw van het huidige gemeentehuis verhuisde gemeentearts Pieter J.H. Crobach (1851-1934) dan ook naar dit pand. Ook zijn kleinzoon, de later bekende dichter Jan Hanlo, woonde enige tijd in dit pand bij zijn grootouders. In deze tijd waren de pilasters gepleisterd, maar het tussenliggende muurwerk had nog zijn baksteenkleur. Dit werd later met witte verf overgeschilderd.
Na Crobach's dood woonden hier de artsen Verhaegen en Wennekers. De laatste sloot zijn praktijk in 1980 en woonde er tot aan zijn dood in 2000. Het pand werd daarna bewoond door een neef van Wennekers. In 2008 verkocht hij het pand aan een particulier. Diens beoogde huurder ontwikkelde ideeën voor een horecalocatie, waarna zonder vergunning sloopwerkzaamheden begonnen. De gemeente merkte deze echter als illegaal aan, waarna de sloop en nieuwbouw werd stilgelegd. Inmiddels huist er het Centrum Mondzorg Deurne.